# ヒネモス
ヒネモスは日本の器楽曲楽団である。ミュージックソー・音の鳴る玩具、非楽器を積極的に取り入れたアンサンブルと親しみやすいメロディを特徴としている。

## 来歴
2004年にタカハシペチカとッタッタにより結成。メンバーの流動はあるものの11名前後を擁す。チューバ、トランペット、トロンボーン、フィドル、アコーディオン、玩具などが混在し独特のサウンドを形成する。
2007年9月　1stアルバム「モリノダンス」を発売。
2013年9月　日本テレビのドラマ「人生がときめく片づけの魔法」音楽担当。
2022年10月　日本テレビZIP!内ドラマ「クレッシェンドで進め」音楽担当。
一般向け公演の他、保育園、幼稚園等での演奏など、こども向けのイベントへの出演も多い。

## メンバー
タカハシペチカ　ミュージックソー・玩具他
ヒネモス主幹。ショピンのメンバー。
過半数以上の楽曲を作曲。ヒネモスの多くのアイディアの持ち主。
吉野彰　木琴、メロディオン他
2013年加入。fockea crispa、マヌルネコのメンバー。
藤田まゆみ　アコーディオン
2016年加入。
ハッチハッチェルバンド、アイリッシュコーヘイとのデュオ
柴山真人　フィドル
2006年加入。コラケストラのメンバー
カーク　ピアノ
2008年加入
伊藤豊　ギター
2014年加入。カズとアマンダのメンバー
二村亮　トランペット
2016年加入。赤犬のメンバー
関谷仁美　チューバ
2016年加入。とってんたんのメンバー
内田武瑠　ドラム
2015年加入。ショピン、BURGER NUDSのメンバー
川松桐子　トロンボーン
2019年加入。ふらむきりんのメンバー

## 元メンバー
佐々木香織　トロンボーン 2004-2006
吉田悠樹　二胡 2004-2006
荻野都　ピアノ 2004-2006
大野晶靖　チューバ 2004-2007
ッタッタ　指揮　2004-2008
シミズギリコ　ミュージックソー等 2004-2014
キリ　アコーディオン 2004-2015
杉田芳明　サックス 2004-2015年
柳田寛之　ドラム 2004-2015年
中畑犬　マンドリン、木琴他 2004-2020
JOE長岡　ピアノ 2006-2007年
中田トロ　トロンボーン2006-2019
笑顔よしこ　ピアノ 2007-2008
矢口ヒサシ　チューバ 2007-2009
高橋智和　チェロ 2009-2012
長井優子　チューバ 2009-2016

## ディスコグラフィー
アルバム
1st:モリノダンス (2007年9月5日) CN-0013 compare notes records
収録曲：ハーメルンの音楽隊,コレット,in bloom,ポンピアンハイツ,こころ,海を渡る象,ピクニックリュックサック,Boeves Psalms,長い夜,麦秋,帽子屋のマッドさん,Vagabond Father
2nd:どっかの国のお祭り (2011年4月10日) ZOFS-0004 ピョードル社
収録曲：はじまり,ワールドトラベル3分間,羅針盤,コロポックルと夕焼けの木,みんな夢の中,夏の印画紙,Grey town,マゴニア,夜明けのうた,冠婚葬祭,アデュー,海のマルシャ
3rd:Life in Minestrone (2018年3月21日) ZOFS-0005 ピョードル社
収録曲：プロロローグ,ブリキの太鼓,キノコの森を抜けて,かっこうとおひさま,都会に来た田舎のネズミ,Hello Hello,待ち焦がれ,アワーミュージック,軽便鉄道に乗って,ツボ,ミロール,ンクトペテルブルク,古い手帳と旅行鞄

## 楽曲提供
TV
人生がときめく片づけの魔法
2013年9月27日、『金曜ロードショー』で特別ドラマ企画として放送の音楽を全面担当
楽曲：愚者が街にやってくる,遠くの月,近くの月,かたをつける,犬の目線,橋を渡る,考え考え,Kite Flyer,笛吹きのパレード,アップ再度ダウン,茶飯を食む,四人のブルース,舟を漕がせて,It’s a Piece Of Cake
遠くへ行きたい　2017年4月以降、OP・EDテーマを担当（番組内容に合わせて随時放送）番組内のBGMにヒネモスの既存の楽曲が使われることも多い
日本列島!ハテナの旅　2018年 - 2020年、エンディングテーマに「待ち焦がれ」が採用
クレッシェンドで進め　2022年10月17日〜12月『ZIP!』内ドラマの音楽を全面担当

## その他
テレビ朝日系「世界の車窓から」で2012年10月19日・10月26日/11月24日に楽曲が使用。